# Anisodus acutangulus
Anisodus acutangulus là loài thực vật có hoa trong họ Cà. Loài này được C.Y.Wu & C.Chen mô tả khoa học đầu tiên năm 1977.